# Bången
Bången är en sjö i Uppsala kommun i Uppland och ingår i Norrströms huvudavrinningsområde. Sjön är 2,5 meter djup, har en yta på 0,518 kvadratkilometer och är belägen 54 meter över havet. Sjön avvattnas av vattendraget Åloppebäcken.

## Delavrinningsområde
Bången ingår i det delavrinningsområde (665491-158772) som SMHI kallar för Förgrening. Medelhöjden är 54 meter över havet och ytan är 54,66 kvadratkilometer. Det finns inga avrinningsområden uppströms utan avrinningsområdet är högsta punkten. Åloppebäcken som avvattnar avrinningsområdet har biflödesordning 4, vilket innebär att vattnet flödar genom totalt 4 vattendrag innan det når havet efter 114 kilometer. Avrinningsområdet består mestadels av skog (62 procent) och jordbruk (24 procent). Avrinningsområdet har 0,52 kvadratkilometer vattenytor vilket ger det en sjöprocent på 1 procent.